# Comissão de Questões Estatutárias
A Comissão de Questões Estatutárias (CQE) era o órgão estatutário da Liga dos Comunistas da Iugoslávia (LCI), o partido governante da República Socialista Federativa da Iugoslávia. Foi eleito e responsável perante o Congresso da LCI. Ao longo de sua história, a comissão passou por diversas mudanças de nome. Foi conhecida como Comissão Central de Controle de 1948 a 1964, Comissão de Controle de 1964 a 1969 e Comissão de Questões Estatutárias de 1969 até a dissolução da LCI. Observadores estrangeiros frequentemente se referiam à comissão como comissão estatutária. A comissão era chefiada por um presidente e um secretário, semelhante à Presidência do Comitê Central da LCI.

## História
No início, a Comissão Central de Controle era institucionalmente subordinada ao Comitê Central da LCI e informalmente ao herdeiro aparente de Josip Broz Tito, Aleksandar Ranković. Para dar um exemplo. Quando o comunista sérvio Predrag Ajtić foi expulso da LCI em 1962, ele apelou diretamente ao Comitê Central da LCI, mas não obteve resposta. Ele então apelou à Comissão Central de Controle, que o dissuadiu de apelar diretamente ao próximo congresso do partido e propôs, em vez disso, apelar diretamente a Ranković pessoalmente. Ranković decidiu então pessoalmente que Ajtić poderia voltar a juntar-se ao partido, mas que o evento que causou a sua expulsão em primeiro lugar não seria reexaminado.  No entanto, a comissão também poderia formular críticas construtivas ao partido. Por exemplo, em Novembro de 1963, afirmou num relatório que tanto os membros comuns como os altos funcionários tendiam a restringir o direito dos membros de criticarem indivíduos e políticas.  O 8.º Congresso da LCI, realizado de 7 a 13 de dezembro de 1964, alterou o estatuto do partido para que o congresso do partido elegesse a comissão e não o Comitê Central da LCI. Lazar Koliševski, um alto funcionário do partido, em seu discurso no 8º Congresso da LCI, afirmou que essa mudança de regra tornou a comissão independente do Comitê Central da LCI. Isto, argumentou ele, tornaria mais fácil para a comissão supervisionar e aplicar o estatuto do partido.  No entanto, ele mais tarde qualificou esta declaração dizendo que a comissão continuaria a trabalhar juntamente com o Comitê Central da LCI. 
Este quadro institucional estabelecido durou até à 5.ª Sessão do Comitê Central do 8.º Congresso, em 4 de Outubro de 1966.  Anteriormente, na 4.ª Sessão do Comitê Central do 8.º Congresso, em 1 de Julho de 1966, a LCI tinha expurgado Ranković, o Vice-Presidente da Iugoslávia e o chefe da Administração de Segurança do Estado, por alegadamente ter grampeado o quarto de Tito.  Para reduzir a centralização excessiva do poder em indivíduos-chave, a mesma sessão criou a Comissão para a Reorganização e Desenvolvimento Adicional da LCI (CRFD–LCI), liderada por Mijalko Todorović, para recomendar a reforma organizacional do partido.  Durante o debate sobre a reforma do partido, de acordo com a acadêmica April Carter, "A Comissão de Controle notou uma completa falta de interesse em seu futuro durante as discussões de 1967 sobre a reorganização e, portanto, se comprometeu a debater a questão em si".  Argumentando contra aqueles que acreditavam que a comissão era supérflua, a comissão argumentou que era necessária para salvaguardar as regras do partido. Ele propôs reformar sua composição transformando as comissões de controle republicanas em tribunais finais de apelação em questões disciplinares e transformando a comissão de controle federal em uma espécie de tribunal constitucional encarregado de salvaguardar a ordem regulatória do partido. Foi incumbido pelos órgãos de supervisão de garantir que as práticas democráticas fossem observadas dentro do partido, propor e considerar emendas estatutárias e supervisionar e manter os estatutos das filiais da liga alinhados com o estatuto federal. O 9.º Congresso da LCI, realizado de 11 a 15 de março de 1969, alterou o estatuto do partido para refletir essas mudanças e mudou o nome da comissão para "Comissão de Questões Estatutárias da Liga dos Comunistas da Iugoslávia".  O 9.º Congresso da LCI alterou o estatuto federal para declarar que os estatutos das filiais da liga tinham um ano para alterá-los e alinhá-los à última emenda do estatuto federal. Em Junho de 1969, a comissão estatutária convocou uma reunião para iniciar o processo de alteração dos estatutos das filiais da liga e, em Novembro desse ano, observou que todas as filiais tinham alterado os seus estatutos para ficarem em conformidade com o estatuto federal. 

## Autoridade e poderes
A CQE foi eleita e responsável perante o Congresso da LCI, o fórum mais alto da liga. A comissão teve de apresentar relatórios sobre as suas actividades em cada congresso desde o último congresso convocado.  O relatório entregue ao congresso tinha que ser aprovado por votação. Se o relatório não obtivesse o apoio do Congresso, uma discussão seria iniciada e terminaria com um voto de confiança na CQE. Se o voto de confiança fosse bem-sucedido, o congresso organizaria uma nova eleição sobre a composição da CQE.  A CQE só podia adotar decisões dentro do escopo de seu trabalho e responsabilidade e não tinha poderes fora de suas funções estatutárias. Juntamente com as comissões estatutárias de nível inferior, a CQE garantiu que o estatuto fosse aplicado de forma consistente dentro do partido. Monitorou a implementação das disposições do estatuto, emitiu avisos sempre que identificou desvios de princípios ou normas estatutárias e fez recomendações às organizações, fóruns e órgãos partidários relevantes para eliminá-los. Como parte de sua análise de reclamações sobre violações de princípios e normas estatutárias e na avaliação de se várias decisões e ações dentro do partido estavam de acordo com o estatuto, a comissão poderia tomar decisões autônomas de acordo com seus direitos e responsabilidades e de acordo com os procedimentos descritos no estatuto, a pedido de membros, organizações e órgãos do partido. Era obrigatório que todos os membros, organizações de base, fóruns e órgãos do partido cumprissem as decisões da CQE. 
O artigo 88 do estatuto do partido estabelecia que os candidatos à filiação na CQE eram eleitos de forma idêntica aos candidatos à filiação np Comitê Central da LCI.  Isso significa que os candidatos à filiação à CQE foram indicados por conferências comunais e outras conferências correspondentes, aplicando um procedimento democrático baseado em critérios uniformes. Os nomeados foram decididos pelo congresso dos ramos da LC, de acordo com as suas respectivas jurisdições.  Cada filial republicana da LC tinha um número igual de representantes na CQE, enquanto as filiais não republicanas tinham um representante cada. O presidente de uma comissão de questões estatutárias de uma filial era membro ex officio da comissão. As alterações na composição da CQE devido a alterações nos membros ex officio foram ratificadas pela primeira sessão convocada da comissão após o facto.  O presidente e o secretário da CQE eram eleitos entre os seus próprios membros e tinham de cumprir o seu mandato eleitoral, uma vez que as eleições durante um mandato não podiam ser repetidas.  Além disso, o Comitê Central da LCI tinha o direito de fixar o número de membros que o congresso do partido poderia eleger para a CQE. 
O presidente da CQE tinha o direito de convocar reuniões da comissão sempre que possível, mas esta também poderia convocar mediante proposta de seus próprios membros. O Comitê Central da LCI, a Presidência da LCI e os comitês centrais e comissões estatutárias dos ramos republicanos também tinham o direito de propor reuniões da CQE, mas não podiam convocá-las. O presidente definiu a pauta da reunião e o titular do cargo presidiu as reuniões da comissão.  A Comissão de Questões Estatutárias foi autorizada a interpretar as disposições estatutárias e a determinar se as disposições dos estatutos da LCI não estavam em conformidade com os estatutos dos ramos republicano e do Exército Popular Jugoslavo.  De acordo com esses poderes, a comissão tinha o direito de fazer propostas, monitorar o trabalho do estatuto e analisar a implementação do estatuto da LCI. Além disso, poderia fazer recomendações à Presidência, ao Comitê Central e ao Congresso da LCI sobre maneiras de melhorar a aplicação das normas estatutárias e prevenir violações. Era o único órgão com o direito de preparar propostas de emenda e complementação do estatuto para o Congresso da LCI. Ou o CQE iniciou essas propostas, ou membros comuns do partido ou órgãos do LCI as iniciaram. Com base na sua própria conclusão, o CQE poderia rejeitar essas iniciativas se considerasse as propostas inúteis.  O estatuto da LCI deixou claro que os estatutos das filiais só poderiam adoptar os seus próprios estatutos com base e em conformidade com o estatuto federal. 
Cada membro do partido, organização, fórum e órgão do partido poderia solicitar à comissão que avaliasse se certos atos estavam em conformidade com o estatuto. No prazo de dois meses após a tomada de uma decisão, eles poderiam apelar à CQE da decisão das comissões de questões estatutárias de um ramo republicano e militar sobre disputas relativas à antiguidade e expulsões. O CQE também tinha o direito de examinar reclamações ou solicitações para avaliar se as decisões de expulsão da LCI estavam corretas. Quando considerado necessário, a comissão poderia iniciar consultas sobre tais assuntos com as comissões estatutárias de uma filial da LCI e instituir procedimentos para esclarecer melhor as circunstâncias e determinar os fatos e a justificativa para a aprovação da decisão de expulsão. Se um membro do Comitê Central da LCI ou de um comitê de uma das filiais apelasse contra sua expulsão da LCI, a CQE era obrigada a notificar a Presidência da LCI sobre isso. A comissão e a presidência analisariam então o recurso em conjunto, em cooperação com o Comitê do ramo relevante. 